# Pyrinia junctaria
Pyrinia junctaria är en fjärilsart som beskrevs av W. Warren 1905. Pyrinia junctaria ingår i släktet Pyrinia och familjen mätare. Inga underarter finns listade.